# Nikołaj Kołotiłow
Nikołaj Nikołajewicz Kołotiłow (ros. Николай Николаевич Колотилов, ur. 1 maja?/13 maja 1885 we wsi Rimika w guberni włodzimierskiej, zm. 13 sierpnia 1937) – rosyjski rewolucjonista, radziecki polityk, członek KC RKP(b)/WKP(b) (1924-1934).

## Życiorys
Od 1903 działał w SDPRR, bolszewik, od 1904 członek Iwanowo-Wozniesieńskiego Komitetu SDPRR, uczestnik rewolucji 1905-1907, jeden z organizatorów drużyn bojowych. 25 stycznia 1905 aresztowany i zwolniony, 1 stycznia 1906 ponownie aresztowany, 7 lutego 1907 zbiegł, został członkiem Permskiego Komitet SDPRR, 3 marca 1908 ponownie aresztowany. W sierpniu 1910 skazany na 4 lata więzienia, 1913 osiedlony w guberni jenisejskiej, po rewolucji lutowej wrócił do Iwanowo-Wozniesieńska, gdzie był sekretarzem Komitetu Miejskiego i Komitetu Gubernialnego SDPRR(b). Uczestnik przewrotu październikowego, 1918 redaktor gazety "Raboczyj Kraj", sekretarz Iwanowo-Wozniesieńskiego Komitetu RKP(b), 1919 kierownik Wydziału Komitetu Wykonawczego Rady Gubernialnej w Iwanowie-Wozniesieńsku. Od września 1919 do czerwca 1920 przewodniczący Komitetu Wykonawczego Rady Gubernialnej w Iwanowie-Wozniesieńsku, od 8 lipca 1920 przewodniczący gubernialnego komitetu rewolucyjnego w Homlu, 1920-1921 przewodniczący Komitetu Wykonawczego Homelskiej Rady Gubernialnej, od sierpnia 1921 do sierpnia 1922 ponownie przewodniczący Komitetu Wykonawczego Rady Gubernialnej w Iwanowie-Wozniesieńsku. Od sierpnia 1922 do 1924 sekretarz odpowiedzialny Dońskiego Komitetu Obwodowego RKP(b), od 1922 do kwietnia 1925 członek Południowo-Zachodniego Biura KC RKP(b), od 25 kwietnia 1923 do 23 maja 1924 zastępca członka KC RKP(b). Od 31 maja 1924 do 26 stycznia 1934 członek KC RKP(b)/WKP(b), od marca 1925 do 1929 sekretarz odpowiedzialny Komitetu Gubernialnego RKP(b)/WKP(b) w Iwanowie-Wozniesieńsku, od stycznia do lipca 1929 przewodniczący Biura Organizacyjnego KC WKP(b) na Iwanowski Obwód Przemysłowy, od lipca 1929 do stycznia 1932 sekretarz odpowiedzialny/I sekretarz Iwanowskiego Przemysłowego Komitetu Obwodowego WKP(b). Od stycznia 1932 do marca 1937 członek Kolegium Ludowego Komisariatu Oświaty RFSRR, przewodniczący KC Związku Zawodowego Pracowników Szkół Podstawowych i Średnich RFSRR 1936 ukończył Wydział Energetyczny Moskiewskiego Instytutu Podwyższania Kwalifikacji Inżynierów.
9 marca 1937 aresztowany, 13 sierpnia 1937 skazany na śmierć przez Wojskowe Kolegium Najwyższego ZSRR za udział w kontrrewolucyjnej terrorystycznej i szkodniczej organizacji. Rozstrzelany. 28 stycznia 1956 pośmiertnie zrehabilitowany.